# Bishōnen Tanteidan
Bishōnen Tanteidan (美少年探偵団?), también conocida como Bishōnen Series (美少年シリーズ?), es una serie de novelas japonesas de misterio escritas por Nisio Isin e ilustradas por Kinako. Kodansha lanzó 12 volúmenes desde octubre de 2015 hasta mayo de 2021 bajo el sello Kodansha Taiga. Una adaptación a manga con arte de Suzuka Oda, comenzó a serialiizarse en la revista de manga shōjo de Kodansha Aria en abril de 2016, y se trasladó a la revista de manga shōnen de Kodansha Shōnen Magazine Edge en octubre de 2018 luego de Aria dejara de publicarse en abril de 2018, y continuó publicandose hasta el 17 de julio de 2019. Se recopiló en cinco volúmenes tankōbon. Una adaptación a serie de televisión de anime producida por Shaft se transmitió del 11 de abril al 27 de junio de 2021 en el bloque de programación ANiMAZiNG!!! de ABC y TV Asahi.

## Personajes
Mayumi Dojima (瞳島 眉美 Dōjima Mayumi?)
Voz por: Maaya Sakamoto
Manabu Sotoin (双頭院 学 Sōtōin Manabu?)
Voz por: Ayumu Murase
Nagahiro Sakiguchi (咲口 長広 Sakiguchi Nagahiro?)
Voz por: Taito Ban
Michiru Fukuroi (袋井 満 Fukuroi Michiru?)
Voz por: Toshiki Masuda
Hyota Ashikaga (足利 飆太 Ashikaga Hyōta?)
Voz por: Shōgo Yano
Sosaku Yubiwa (指輪 創作 Yubiwa Sōsaku?)
Voz por: Gen Satō
Rei (麗?)
Voz por: Hiroki Nanami
Lai Fudatsuki (札槻 嘘 Fudatsuki Rai?)
Voz por: Kohsuke Toriumi

## Contenido de la obra

### Novelas
Las novelas están escritas por Nisio Isin e ilustradas por Kinako. Durante el desarrollo de la historia en la serie Bōkyaku Tantei, el "Pretty Boy Detective Club" era un grupo que originalmente tenía la intención de aparecer allí, pero Nisio Isin decidió que podría publicarse como una historia independiente. Kodansha ha publicado once volúmenes desde octubre de 2015 hasta diciembre de 2019 bajo su sello Kodansha Taiga. En una entrevista para la revista japonesa "Da Vinci", Nisio expresó sus planes para el 2021 y dijo que quería desarrollar una nueva historia en la serie debido a la adaptación al anime. El 13 de marzo de 2021 se anunció el nuevo volumen titulado The Pretty Boy in the Rue Morgue. Fue lanzado el 14 de mayo de 2021.

### Manga
Los volúmenes del manga comenzaron a publicarse el28 de abril de 2016 y terminaron de publicarse el 17 de julio de 2019.

### Anime
Se anunció una adaptación al anime en el décimo volumen de la novela el 22 de noviembre de 2019. La serie de televisión está bajo la dirección principal de Akiyuki Shinbo, dirección de Hajime Ōtani, es animada por Shaft, producida por Aniplex, con diseños de personajes adaptados para animación por Hiroki Yamamura, y música compuesta por Masatomo Ota y EFFY. Shinbo y Shaft se desempeñan como supervisores de guiones de la serie, y Yukito Kizawa está escriben los guiones ellos mismos. La serie se emitió del 11 de abril al 27 de junio de 2021 en ABC y TV Asahi en el bloque de programación ANiMAZiNG !!!. sumika interpretó el tema de apertura de la serie "Shake & Shake",  mientras que el elenco de la serie Ayumu Murase, Taito Ban, Toshiki Masuda, Shōgo Yano y Gen Satō interpretaron el tema de cierre "Beautiful Reasoning". Funimation obtuvo la licencia de la serie fuera de Asia. Tras la adquisición de Crunchyroll por parte de Sony, la serie se trasladó a Crunchyroll obteniendo la licencia de la serie fuera de Asia.